# فولتا الغارف 2022
فولتا الغارف 2022 هو سباق دراجات هوائية، وهو الموسم رقم 48 من فولتا الغارف، وأقيم خلال الفترة 16 فبراير 2022، وحتى 20 فبراير 2022، وهو أحد سباقات سلسلة سباقات الاتحاد الدولي للدراجات للمحترفين 2022.
فاز بالمركز الأول رمكو أفينبول، وبالمركز الثاني براندون ماكنولتي، وبالمركز الثالث دانييل مارتينيز، وفاز فابيو جاكوبسن في ترتيب النقاط، وكان الفائز حسب النقاط للشباب رمكو أفينبول، وكان الفائز في تصنيف الجبال جواو ماتياس، وفاز فريق إنيوس في ترتيب الفرق.

## الفرق
| فرق عالمية (10)- Quick-Step Alpha Vinyl - Ineos Grenadiers - Jumbo-Visma - UAE Team Emirates - Bora-Hansgrohe - Astana Qazaqstan Team - Intermarché-Wanty-Gobert Matériaux - Groupama-FDJ - Trek-Segafredo - Cofidis فرق برو (5)- Alpecin-Fenix - كاجا رورال-سيغوروس 2022 ‏ - أوسكالتيل أوسكادي 2022 ‏ - Human Powered Health - Arkéa-Samsic فرق قارية (10)- AP Hotels & Resorts–Tavira–SC Farense ‏ - Louletano Desportos Clube (cycling) ‏ - إيفابيل سيلينج 2022 ‏ - أنترت فيرينسي ‏ - Sabgal–Anicolor ‏ - كيلي - سيمولدز يو دي أو ‏ - Credibom–LA Alumínios–Marcos Car ‏ - Rádio Popular–Paredes–Boavista ‏ - Tavfer–Ovos Matinados–Mortágua ‏ - W52–FC Porto ‏ |  |
| |  |

## المراحل
| قائمة المراحل | قائمة المراحل | قائمة المراحل                     | قائمة المراحل      | قائمة المراحل | قائمة المراحل   | قائمة المراحل |
| المرحلة       | التاريخ       | الدورة                            |                    | المسافة (كم)  | الفائز بالمرحلة | القائد العام  |
| ------------- | ------------- | --------------------------------- | ------------------ | ------------- | --------------- | ------------- |
| مرحلة 1       | 16 فبراير     | بورتيماو – لاغوس                  | مرحلة جبلية        | 199٫1         | فابيو جاكوبسن   | فابيو جاكوبسن |
| مرحلة 2       | 17 فبراير     | ألبوفيرا – Fóia ‏                  | مرحلة جبلية        | 182٫4         | ديفيد جودو      | ديفيد جودو    |
| مرحلة 3       | 18 فبراير     | المدور (البرتغال) – فارو          | مرحلة جبلية        | 209٫1         | فابيو جاكوبسن   | ديفيد جودو    |
| مرحلة 4       | 19 فبراير     | فيلا ريال دي سان أنطونيو – تاويرا | فردي ضد الساعة     | 32٫2          | رمكو أفينبول    | رمكو أفينبول  |
| مرحلة 5       | 20 فبراير     | لاجوا – Alto do Malhão ‏           | مرحلة جبلية متوسطة | 173           | سيرجيو هيغويتا  | رمكو أفينبول  |

## النتيجة

### مرحلة 1
هي مرحلة جبلية، أقيمت في 16 فبراير 2022، وامتدّت لمسافة 199.1 كيلومتر. فاز بالمرحلة فابيو جاكوبسن، وكان متصدر الترتيب العام في نهاية المرحلة فابيو جاكوبسن، وكان المتصدر حسب ترتيب النقاط فابيو جاكوبسن، وكان المتصدر في ترتيب التسلق جواو ماتياس، وتصدر ترتيب النقاط للشباب رمكو أفينبول، وكان متصدر ترتيب الفرق 2022 كويك ستب-الفا فينيل ‏.
| التصنيف العام         | التصنيف العام       | التصنيف العام    | التصنيف العام                 | التصنيف العام |
| العداء                | العداء              | البلد            | الفريق                        | الوقت         |
| --------------------- | ------------------- | ---------------- | ----------------------------- | ------------- |
| 1                     | فابيو جاكوبسن       | هولندا           | Quick-Step Alpha Vinyl        | 4 س 56 د 29 ث |
| 2                     | بريان كوكار         | فرنسا            | كوفيديس                       | + 0 ث         |
| 3                     | ألكسندر كريستوف     | النرويج          | انترمارشي وانتي جوبيرت ماتيرو | + 0 ث         |
| 4                     | Michele Gazzoli ‏    | إيطاليا          | Astana Qazaqstan Team         | + 0 ث         |
| 5                     | روي أوليفيرا        | البرتغال         | فريق الإمارات                 | + 0 ث         |
| 6                     | Bert Van Lerberghe ‏ | بلجيكا           | Quick-Step Alpha Vinyl        | + 0 ث         |
| 7                     | رمكو أفينبول        | بلجيكا           | Quick-Step Alpha Vinyl        | + 0 ث         |
| 8                     | Nils Politt ‏        | ألمانيا          | بورا هانسغروه                 | + 0 ث         |
| 9                     | براندون ماكنولتي    | الولايات المتحدة | فريق الإمارات                 | + 0 ث         |
| 10                    | توبياس فوس          | النرويج          | Jumbo-Visma                   | + 0 ث         |
| مصدر: ProCyclingStats |                     |                  |                               |               |

### مرحلة 2
هي مرحلة جبلية، أقيمت في 17 فبراير 2022، وامتدّت لمسافة 182.4 كيلومتر. فاز بالمرحلة ديفيد جودو، وكان متصدر الترتيب العام في نهاية المرحلة ديفيد جودو، وكان المتصدر حسب ترتيب النقاط فابيو جاكوبسن، وكان المتصدر في ترتيب التسلق ديفيد جودو، وتصدر ترتيب النقاط للشباب رمكو أفينبول، وكان متصدر ترتيب الفرق فريق إنيوس 2022 ‏.
| التصنيف العام         | التصنيف العام      | التصنيف العام    | التصنيف العام                 | التصنيف العام |
| العداء                | العداء             | البلد            | الفريق                        | الوقت         |
| --------------------- | ------------------ | ---------------- | ----------------------------- | ------------- |
| 1                     | ديفيد جودو         | فرنسا            | Groupama-FDJ                  | 9 س 47 د 20 ث |
| 2                     | براندون ماكنولتي   | الولايات المتحدة | فريق الإمارات                 | + 1 ث         |
| 3                     | رمكو أفينبول       | بلجيكا           | Quick-Step Alpha Vinyl        | + 1 ث         |
| 4                     | إيثان هايتر        | المملكة المتحدة  | Ineos Grenadiers              | + 1 ث         |
| 5                     | دانييل مارتينيز    | كولومبيا         | Ineos Grenadiers              | + 1 ث         |
| 6                     | جوليان برنارد      | فرنسا            | تريك سيغافريدو                | + 1 ث         |
| 7                     | Sven Erik Bystrøm ‏ | النرويج          | انترمارشي وانتي جوبيرت ماتيرو | + 1 ث         |
| 8                     | توني قالوبا        | فرنسا            | تريك سيغافريدو                | + 8 ث         |
| 9                     | توم بيدكوك         | المملكة المتحدة  | Ineos Grenadiers              | + 17 ث        |
| 10                    | ديلان فان بارلي    | هولندا           | Ineos Grenadiers              | + 18 ث        |
| مصدر: ProCyclingStats |                    |                  |                               |               |

### مرحلة 3
هي مرحلة جبلية، أقيمت في 18 فبراير 2022، وامتدّت لمسافة 209.1 كيلومتر. فاز بالمرحلة فابيو جاكوبسن، وكان متصدر الترتيب العام في نهاية المرحلة ديفيد جودو، وكان المتصدر حسب ترتيب النقاط فابيو جاكوبسن، وكان المتصدر في ترتيب التسلق جواو ماتياس، وتصدر ترتيب النقاط للشباب رمكو أفينبول، وكان متصدر ترتيب الفرق فريق إنيوس 2022 ‏.
| التصنيف العام         | التصنيف العام      | التصنيف العام    | التصنيف العام                 | التصنيف العام  |
| العداء                | العداء             | البلد            | الفريق                        | الوقت          |
| --------------------- | ------------------ | ---------------- | ----------------------------- | -------------- |
| 1                     | ديفيد جودو         | فرنسا            | Groupama-FDJ                  | 14 س 42 د 11 ث |
| 2                     | براندون ماكنولتي   | الولايات المتحدة | فريق الإمارات                 | + 1 ث          |
| 3                     | إيثان هايتر        | المملكة المتحدة  | Ineos Grenadiers              | + 1 ث          |
| 4                     | رمكو أفينبول       | بلجيكا           | Quick-Step Alpha Vinyl        | + 1 ث          |
| 5                     | Sven Erik Bystrøm ‏ | النرويج          | انترمارشي وانتي جوبيرت ماتيرو | + 1 ث          |
| 6                     | جوليان برنارد      | فرنسا            | تريك سيغافريدو                | + 1 ث          |
| 7                     | دانييل مارتينيز    | كولومبيا         | Ineos Grenadiers              | + 1 ث          |
| 8                     | توني قالوبا        | فرنسا            | تريك سيغافريدو                | + 8 ث          |
| 9                     | توم بيدكوك         | المملكة المتحدة  | Ineos Grenadiers              | + 17 ث         |
| 10                    | ديلان فان بارلي    | هولندا           | Ineos Grenadiers              | + 18 ث         |
| مصدر: ProCyclingStats |                    |                  |                               |                |

### مرحلة 4
هي مرحلة من نوع سباق زمن فردي، أقيمت في 19 فبراير 2022، وامتدّت لمسافة 32.2 كيلومتر. فاز بالمرحلة رمكو أفينبول، وكان متصدر الترتيب العام في نهاية المرحلة رمكو أفينبول، وكان المتصدر حسب ترتيب النقاط فابيو جاكوبسن، وكان المتصدر في ترتيب التسلق جواو ماتياس، وتصدر ترتيب النقاط للشباب رمكو أفينبول، وكان متصدر ترتيب الفرق فريق إنيوس 2022 ‏.
| التصنيف العام         | التصنيف العام       | التصنيف العام    | التصنيف العام                 | التصنيف العام  |
| العداء                | العداء              | البلد            | الفريق                        | الوقت          |
| --------------------- | ------------------- | ---------------- | ----------------------------- | -------------- |
| 1                     | رمكو أفينبول        | بلجيكا           | Quick-Step Alpha Vinyl        | 15 س 20 د 01 ث |
| 2                     | إيثان هايتر         | المملكة المتحدة  | Ineos Grenadiers              | + 1 د 06 ث     |
| 3                     | براندون ماكنولتي    | الولايات المتحدة | فريق الإمارات                 | + 1 د 25 ث     |
| 4                     | دانييل مارتينيز     | كولومبيا         | Ineos Grenadiers              | + 1 د 30 ث     |
| 5                     | ستيفان كونغ         | سويسرا           | Groupama-FDJ                  | + 1 د 43 ث     |
| 6                     | توبياس فوس          | النرويج          | Jumbo-Visma                   | + 1 د 51 ث     |
| 7                     | ديفيد جودو          | فرنسا            | Groupama-FDJ                  | + 2 د 08 ث     |
| 8                     | Thibault Guernalec ‏ | فرنسا            | فورتنيو سامسيك                | + 2 د 08 ث     |
| 9                     | ديلان فان بارلي     | هولندا           | Ineos Grenadiers              | + 2 د 37 ث     |
| 10                    | Sven Erik Bystrøm ‏  | النرويج          | انترمارشي وانتي جوبيرت ماتيرو | + 2 د 40 ث     |
| مصدر: ProCyclingStats |                     |                  |                               |                |

### مرحلة 5
هي مرحلة جبلية متوسطة، أقيمت في 20 فبراير 2022، وامتدّت لمسافة 173 كيلومتر. فاز بالمرحلة سيرجيو هيغويتا، وكان متصدر الترتيب العام في نهاية المرحلة رمكو أفينبول.

## المشاركون
| Ineos Grenadiers IGD | Ineos Grenadiers IGD        | Ineos Grenadiers IGD |
| -------------------- | --------------------------- | -------------------- |
| م                    | عداء                        | مرتبة                |
| 1                    | إيثان هايتر (زمني فردي)     | 4                    |
| 2                    | جوناثان كاستروفيجو          | 29                   |
| 3                    | دانييل مارتينيز (زمني فردي) | 3                    |
| 4                    | توم بيدكوك                  | لم يكمل السباق-5     |
| 5                    | جيرانت توماس                | 62                   |
| 6                    | Ben Tulett ‏                 | 102                  |
| 7                    | ديلان فان بارلي             | 10                   |

| Astana Qazaqstan Team AST | Astana Qazaqstan Team AST | Astana Qazaqstan Team AST |
| ------------------------- | ------------------------- | ------------------------- |
| م                         | عداء                      | مرتبة                     |
| 11                        | Samuele Battistella ‏      | لم يكمل السباق-5          |
| 12                        | خافيير رومو ‏              | لم يكمل السباق-5          |
| 13                        | ليوناردو باسو             | 107                       |
| 14                        | جو دومبروفسكي             | 125                       |
| 15                        | Michele Gazzoli ‏          | 96                        |
| 16                        | ديمتري غروزديف            | 81                        |
| 17                        | دافيدي مارتينيلي          | 99                        |

| Bora-Hansgrohe BOH | Bora-Hansgrohe BOH    | Bora-Hansgrohe BOH |
| ------------------ | --------------------- | ------------------ |
| م                  | عداء                  | مرتبة              |
| 21                 | سيرجيو هيغويتا (طريق) | 13                 |
| 22                 | Luis-Joe Lührs ‏       | لم يكمل السباق-3   |
| 23                 | يوناس كوخ             | 40                 |
| 24                 | Jordi Meeus ‏          | 116                |
| 25                 | Anton Palzer ‏         | 24                 |
| 26                 | Nils Politt ‏          | لم يبدأ-2          |
| 27                 | لوكاس بوستلبيرغر      | 95                 |

| Cofidis COF | Cofidis COF               | Cofidis COF      |
| ----------- | ------------------------- | ---------------- |
| م           | عداء                      | مرتبة            |
| 31          | جون ازقيراي (زمني فردي)   | لم يكمل السباق-2 |
| 32          | Jelle Wallays ‏            | لم يبدأ-1        |
| 33          | توم بولي                  | 97               |
| 34          | دافيد سيمولاي             | 113              |
| 35          | بريان كوكار               | 71               |
| 36          | خوسيه هييرادة             | 20               |
| 37          | André Carvalho (cyclist) ‏ | 39               |

| Groupama-FDJ GFC | Groupama-FDJ GFC        | Groupama-FDJ GFC |
| ---------------- | ----------------------- | ---------------- |
| م                | عداء                    | مرتبة            |
| 41               | ديفيد جودو              | 5                |
| 42               | ستيفان كونغ (زمني فردي) | 7                |
| 43               | أوليفييه لو جاك         | 44               |
| 44               | Fabian Lienhard ‏        | 101              |
| 45               | أتيلا فالتر             | 38               |
| 46               | لارس فان دن بيرغ ‏       | لم يكمل السباق-2 |

| Intermarché-Wanty-Gobert Matériaux IWG | Intermarché-Wanty-Gobert Matériaux IWG | Intermarché-Wanty-Gobert Matériaux IWG |
| -------------------------------------- | -------------------------------------- | -------------------------------------- |
| م                                      | عداء                                   | مرتبة                                  |
| 51                                     | Sven Erik Bystrøm ‏                     | 9                                      |
| 52                                     | لويك فليجن                             | 56                                     |
| 53                                     | ايمي دي جندت                           | 82                                     |
| 54                                     | ألكسندر كريستوف                        | 98                                     |
| 55                                     | أندريا باسكولون                        | لم يبدأ-3                              |
| 56                                     | أدريان بيتي                            | 64                                     |
| 57                                     | جورج تسيمارمان                         | 18                                     |

| Jumbo-Visma TJV | Jumbo-Visma TJV         | Jumbo-Visma TJV |
| --------------- | ----------------------- | --------------- |
| م               | عداء                    | مرتبة           |
| 62              | توبياس فوس              | 6               |
| 63              | روبرت جاسنك             | 30              |
| 64              | Michel Hessmann ‏        | 87              |
| 65              | Pascal Eenkhoorn ‏       | 75              |
| 66              | Johannes Staune-Mittet ‏ | 32              |

| Quick-Step Alpha Vinyl QST | Quick-Step Alpha Vinyl QST | Quick-Step Alpha Vinyl QST |
| -------------------------- | -------------------------- | -------------------------- |
| م                          | عداء                       | مرتبة                      |
| 71                         | كاسبر أصغرين               | 79                         |
| 72                         | Tim Declercq ‏              | لم يبدأ-2                  |
| 73                         | رمكو أفينبول               | 1                          |
| 74                         | فابيو جاكوبسن              | 129                        |
| 75                         | يفيس لامارت                | 83                         |
| 76                         | Bert Van Lerberghe ‏        | 126                        |
| 77                         | Louis Vervaeke ‏            | 35                         |

| Trek-Segafredo TFS | Trek-Segafredo TFS | Trek-Segafredo TFS |
| ------------------ | ------------------ | ------------------ |
| م                  | عداء               | مرتبة              |
| 81                 | فيليبو بارونسيني   | لم يكمل السباق-1   |
| 82                 | جوليان برنارد      | 11                 |
| 83                 | توني قالوبا        | 14                 |
| 84                 | Daan Hoole ‏        | 54                 |
| 85                 | ألكسندر كامب       | 115                |
| 86                 | Juan Pedro López   | 41                 |

| UAE Team Emirates UAD | UAE Team Emirates UAD | UAE Team Emirates UAD |
| --------------------- | --------------------- | --------------------- |
| م                     | عداء                  | مرتبة                 |
| 91                    | Oliviero Troia ‏       | 117                   |
| 92                    | خوان سباستيان مولانو  | لم يكمل السباق-1      |
| 94                    | براندون ماكنولتي      | 2                     |
| 95                    | إيفو أوليفيرا         | 84                    |
| 96                    | روي أوليفيرا          | 31                    |

| Alpecin-Fenix AFC | Alpecin-Fenix AFC | Alpecin-Fenix AFC |
| ----------------- | ----------------- | ----------------- |
| م                 | عداء              | مرتبة             |
| 101               | تيم ميرلير        | 114               |
| 102               | Michael Gogl ‏     | 17                |
| 103               | شاندرو ميوريس     | 21                |
| 104               | توبياس باير       | 61                |
| 105               | Oscar Riesebeek ‏  | لم يكمل السباق-5  |
| 106               | Jay Vine ‏         | 68                |
| 107               | يجف دي بوندت      | 93                |

| كاجا رورال-سيغوروس ‏ CJR | كاجا رورال-سيغوروس ‏ CJR | كاجا رورال-سيغوروس ‏ CJR |
| ----------------------- | ----------------------- | ----------------------- |
| م                       | عداء                    | مرتبة                   |
| 111                     | Jonathan Lastra ‏        | لم يبدأ-3               |
| 112                     | إدوارد براديس           | 36                      |
| 113                     | ميكال شليغل             | لم يكمل السباق-3        |
| 114                     | Jhojan García ‏          | 63                      |
| 115                     | Iúri Leitão ‏            | لم يكمل السباق-5        |
| 116                     | Jokin Murguialday ‏      | 119                     |
| 117                     | Joel Nicolau ‏           | 23                      |

| أوسكالتيل أوسكادي ‏ EUS | أوسكالتيل أوسكادي ‏ EUS | أوسكالتيل أوسكادي ‏ EUS |
| ---------------------- | ---------------------- | ---------------------- |
| م                      | عداء                   | مرتبة                  |
| 121                    | Unai Iribar ‏           | 49                     |
| 122                    | Xabier Azparren ‏       | 16                     |
| 123                    | Unai Cuadrado ‏         | لم يكمل السباق-5       |
| 124                    | Txomin Juaristi ‏       | 48                     |
| 125                    | Iker Ballarin ‏         | 121                    |
| 126                    | Asier Etxeberria ‏      | 51                     |
| 127                    | خوان خوسيه لوباتو      | لم يكمل السباق-5       |

| Human Powered Health HPM | Human Powered Health HPM | Human Powered Health HPM |
| ------------------------ | ------------------------ | ------------------------ |
| م                        | عداء                     | مرتبة                    |
| 133                      | أوقست جنسن               | 69                       |
| 134                      | كولن جويس                | 118                      |
| 135                      | فيسل كرول ‏               | لم يبدأ-1                |
| 136                      | كايل ميرفي               | 42                       |
| 137                      | Nickolas Zukowsky ‏       | 111                      |

| Arkéa-Samsic ARK | Arkéa-Samsic ARK    | Arkéa-Samsic ARK |
| ---------------- | ------------------- | ---------------- |
| م                | عداء                | مرتبة            |
| 141              | وارن بارجويل        | 15               |
| 142              | Thibault Guernalec ‏ | 8                |
| 143              | Simon Guglielmi ‏    | 25               |
| 144              | هوغو هوفستيتر       | 52               |
| 145              | أنتوني ديلابلاسي    | 60               |
| 146              | كليمنت روسو         | 37               |
| 147              | كونور سويفت         | 12               |

| أنترت فيرينسي ‏ CDF | أنترت فيرينسي ‏ CDF   | أنترت فيرينسي ‏ CDF |
| ------------------ | -------------------- | ------------------ |
| م                  | عداء                 | مرتبة              |
| 151                | أندريه كاردوسو       | 74                 |
| 152                | Fábio Oliveira‏       | لم يكمل السباق-5   |
| 153                | Francisco Pereira‏    | 133                |
| 154                | Ivo Pinheiro‏         | 58                 |
| 155                | Micael Isidoro ‏      | لم يكمل السباق     |
| 156                | Venceslau Fernandes ‏ | 90                 |
| 157                | Márcio Barbosa ‏      | 94                 |

| AP Hotels & Resorts–Tavira–SC Farense ‏ ATM | AP Hotels & Resorts–Tavira–SC Farense ‏ ATM | AP Hotels & Resorts–Tavira–SC Farense ‏ ATM |
| ------------------------------------------ | ------------------------------------------ | ------------------------------------------ |
| م                                          | عداء                                       | مرتبة                                      |
| 161                                        | Emanuel Duarte ‏                            | 50                                         |
| 162                                        | اليخاندرو مارك                             | لم يكمل السباق-5                           |
| 163                                        | Aleksandr Grigoriev ‏                       | 80                                         |
| 164                                        | Álvaro Trueba ‏                             | 59                                         |
| 165                                        | Rafael Lourenço ‏                           | 86                                         |
| 166                                        | ديليو فرنانديز كروز                        | 57                                         |
| 167                                        | David Livramento ‏                          | 110                                        |

| Louletano Desportos Clube (cycling) ‏ AVL | Louletano Desportos Clube (cycling) ‏ AVL | Louletano Desportos Clube (cycling) ‏ AVL |
| ---------------------------------------- | ---------------------------------------- | ---------------------------------------- |
| م                                        | عداء                                     | مرتبة                                    |
| 171                                      | Carlos Oyarzún ‏                          | 76                                       |
| 172                                      | فيسينت غارسيا دي ماتيوس                  | 19                                       |
| 173                                      | جيسوس ديل بينو ‏                          | 91                                       |
| 174                                      | خوسيه مندس                               | 112                                      |
| 175                                      | Tomás Contte ‏                            | 72                                       |
| 176                                      | Rui Rodrigues ‏                           |                                          |
| 177                                      | Nahuel D'Aquila ‏                         | لم يكمل السباق-5                         |

| إيفابيل سيلينج ‏ EFL | إيفابيل سيلينج ‏ EFL | إيفابيل سيلينج ‏ EFL |
| ------------------- | ------------------- | ------------------- |
| م                   | عداء                | مرتبة               |
| 181                 | بيدرو اندرادي ‏      | لم يكمل السباق-5    |
| 182                 | Tiago Antunes ‏      | 26                  |
| 183                 | جواو بنتا           | 45                  |
| 184                 | فرنسيسكو كامبوس ‏    | لم يكمل السباق-1    |
| 185                 | Gaspar Gonçalves ‏   | 53                  |
| 186                 | Fábio Fernandes ‏    | لم يكمل السباق-5    |
| 187                 | رافاييل سيلفا ‏      | 92                  |

| Sabgal–Anicolor ‏ GCT | Sabgal–Anicolor ‏ GCT | Sabgal–Anicolor ‏ GCT |
| -------------------- | -------------------- | -------------------- |
| م                    | عداء                 | مرتبة                |
| 191                  | فريدريكو فيغيريدو    | 28                   |
| 192                  | خافيير مورينو        | 130                  |
| 193                  | فابيو كوستا ‏         | 109                  |
| 194                  | هيكتور سايز ‏         | لم يكمل السباق-5     |
| 195                  | Pedro Silva‏          | 105                  |
| 196                  | Afonso Eulálio ‏      | لم يكمل السباق-5     |
| 197                  | رافاييل ريس          | لم يكمل السباق-5     |

| كيلي - سيمولدز يو دي أو ‏ KSU | كيلي - سيمولدز يو دي أو ‏ KSU | كيلي - سيمولدز يو دي أو ‏ KSU |
| ---------------------------- | ---------------------------- | ---------------------------- |
| م                            | عداء                         | مرتبة                        |
| 201                          | لويس غوميش                   | 34                           |
| 202                          | César Fonte ‏                 | 73                           |
| 203                          | Tiago Leal ‏                  | 89                           |
| 204                          | Daniel Dias ‏                 | 127                          |
| 205                          | Hélder Gonçalves‏             | 88                           |
| 206                          | Afonso Silva ‏                | 70                           |
| 207                          | António Ferreira‏             | 66                           |

| Credibom–LA Alumínios–Marcos Car ‏ LAA | Credibom–LA Alumínios–Marcos Car ‏ LAA | Credibom–LA Alumínios–Marcos Car ‏ LAA |
| ------------------------------------- | ------------------------------------- | ------------------------------------- |
| م                                     | عداء                                  | مرتبة                                 |
| 211                                   | أندريه راماليو‏                        | 77                                    |
| 212                                   | Gonçalo Leaça ‏                        | 103                                   |
| 213                                   | João Medeiros ‏                        | 108                                   |
| 214                                   | João Macedo‏                           | 104                                   |
| 215                                   | Raul Ribeiro‏                          | 132                                   |
| 216                                   | Rodrigo Caixas ‏                       | لم يكمل السباق-5                      |
| 217                                   | Rúben Simão‏                           | 100                                   |

| Rádio Popular–Paredes–Boavista ‏ RPB | Rádio Popular–Paredes–Boavista ‏ RPB | Rádio Popular–Paredes–Boavista ‏ RPB |
| ----------------------------------- | ----------------------------------- | ----------------------------------- |
| م                                   | عداء                                | مرتبة                               |
| 221                                 | لويس فيليبي فيرنانديز ‏              | لم يكمل السباق-5                    |
| 222                                 | Daniel Freitas (cyclist) ‏           | 47                                  |
| 223                                 | Pedro Miguel Lopes ‏                 | 78                                  |
| 224                                 | César Martingil ‏                    | 131                                 |
| 225                                 | Hugo Nunes ‏                         | لم يكمل السباق-5                    |
| 226                                 | تياجو ماتشادو                       | 27                                  |
| 227                                 | Vinicio Rodrigues‏                   | 85                                  |

| Tavfer–Ovos Matinados–Mortágua ‏ TAV | Tavfer–Ovos Matinados–Mortágua ‏ TAV | Tavfer–Ovos Matinados–Mortágua ‏ TAV |
| ----------------------------------- | ----------------------------------- | ----------------------------------- |
| م                                   | عداء                                | مرتبة                               |
| 231                                 | Gonçalo Carvalho ‏                   | 67                                  |
| 232                                 | جواو ماتياس                         | 128                                 |
| 233                                 | Pedro Pinto‏                         | 33                                  |
| 234                                 | Rui Carvalho ‏                       | 122                                 |
| 235                                 | Ángel Sánchez Rebollido ‏            | 124                                 |
| 236                                 | Leangel Linarez ‏                    | 123                                 |
| 237                                 | Nicolás Sáenz ‏                      | 106                                 |

| W52–FC Porto ‏ W52 | W52–FC Porto ‏ W52    | W52–FC Porto ‏ W52 |
| ----------------- | -------------------- | ----------------- |
| م                 | عداء                 | مرتبة             |
| 241               | ريكاردو فيليلا       | 22                |
| 242               | ريكاردو ميستر ‏       | لم يكمل السباق-1  |
| 243               | دانييل ميستر         | 55                |
| 244               | خوسيه غونكالفس       | 65                |
| 245               | خوسيه فرناندس (طريق) | 46                |
| 246               | أمارو أنتونز         | 43                |
| 247               | Samuel Caldeira ‏     | 120               |

| Ineos Grenadiers IGD | Ineos Grenadiers IGD        | Ineos Grenadiers IGD |
| -------------------- | --------------------------- | -------------------- |
| م                    | عداء                        | مرتبة                |
| 1                    | إيثان هايتر (زمني فردي)     | 4                    |
| 2                    | جوناثان كاستروفيجو          | 29                   |
| 3                    | دانييل مارتينيز (زمني فردي) | 3                    |
| 4                    | توم بيدكوك                  | لم يكمل السباق-5     |
| 5                    | جيرانت توماس                | 62                   |
| 6                    | Ben Tulett ‏                 | 102                  |
| 7                    | ديلان فان بارلي             | 10                   |

| Astana Qazaqstan Team AST | Astana Qazaqstan Team AST | Astana Qazaqstan Team AST |
| ------------------------- | ------------------------- | ------------------------- |
| م                         | عداء                      | مرتبة                     |
| 11                        | Samuele Battistella ‏      | لم يكمل السباق-5          |
| 12                        | خافيير رومو ‏              | لم يكمل السباق-5          |
| 13                        | ليوناردو باسو             | 107                       |
| 14                        | جو دومبروفسكي             | 125                       |
| 15                        | Michele Gazzoli ‏          | 96                        |
| 16                        | ديمتري غروزديف            | 81                        |
| 17                        | دافيدي مارتينيلي          | 99                        |

| Bora-Hansgrohe BOH | Bora-Hansgrohe BOH    | Bora-Hansgrohe BOH |
| ------------------ | --------------------- | ------------------ |
| م                  | عداء                  | مرتبة              |
| 21                 | سيرجيو هيغويتا (طريق) | 13                 |
| 22                 | Luis-Joe Lührs ‏       | لم يكمل السباق-3   |
| 23                 | يوناس كوخ             | 40                 |
| 24                 | Jordi Meeus ‏          | 116                |
| 25                 | Anton Palzer ‏         | 24                 |
| 26                 | Nils Politt ‏          | لم يبدأ-2          |
| 27                 | لوكاس بوستلبيرغر      | 95                 |

| Cofidis COF | Cofidis COF               | Cofidis COF      |
| ----------- | ------------------------- | ---------------- |
| م           | عداء                      | مرتبة            |
| 31          | جون ازقيراي (زمني فردي)   | لم يكمل السباق-2 |
| 32          | Jelle Wallays ‏            | لم يبدأ-1        |
| 33          | توم بولي                  | 97               |
| 34          | دافيد سيمولاي             | 113              |
| 35          | بريان كوكار               | 71               |
| 36          | خوسيه هييرادة             | 20               |
| 37          | André Carvalho (cyclist) ‏ | 39               |

| Groupama-FDJ GFC | Groupama-FDJ GFC        | Groupama-FDJ GFC |
| ---------------- | ----------------------- | ---------------- |
| م                | عداء                    | مرتبة            |
| 41               | ديفيد جودو              | 5                |
| 42               | ستيفان كونغ (زمني فردي) | 7                |
| 43               | أوليفييه لو جاك         | 44               |
| 44               | Fabian Lienhard ‏        | 101              |
| 45               | أتيلا فالتر             | 38               |
| 46               | لارس فان دن بيرغ ‏       | لم يكمل السباق-2 |

| Intermarché-Wanty-Gobert Matériaux IWG | Intermarché-Wanty-Gobert Matériaux IWG | Intermarché-Wanty-Gobert Matériaux IWG |
| -------------------------------------- | -------------------------------------- | -------------------------------------- |
| م                                      | عداء                                   | مرتبة                                  |
| 51                                     | Sven Erik Bystrøm ‏                     | 9                                      |
| 52                                     | لويك فليجن                             | 56                                     |
| 53                                     | ايمي دي جندت                           | 82                                     |
| 54                                     | ألكسندر كريستوف                        | 98                                     |
| 55                                     | أندريا باسكولون                        | لم يبدأ-3                              |
| 56                                     | أدريان بيتي                            | 64                                     |
| 57                                     | جورج تسيمارمان                         | 18                                     |

| Jumbo-Visma TJV | Jumbo-Visma TJV         | Jumbo-Visma TJV |
| --------------- | ----------------------- | --------------- |
| م               | عداء                    | مرتبة           |
| 62              | توبياس فوس              | 6               |
| 63              | روبرت جاسنك             | 30              |
| 64              | Michel Hessmann ‏        | 87              |
| 65              | Pascal Eenkhoorn ‏       | 75              |
| 66              | Johannes Staune-Mittet ‏ | 32              |

| Quick-Step Alpha Vinyl QST | Quick-Step Alpha Vinyl QST | Quick-Step Alpha Vinyl QST |
| -------------------------- | -------------------------- | -------------------------- |
| م                          | عداء                       | مرتبة                      |
| 71                         | كاسبر أصغرين               | 79                         |
| 72                         | Tim Declercq ‏              | لم يبدأ-2                  |
| 73                         | رمكو أفينبول               | 1                          |
| 74                         | فابيو جاكوبسن              | 129                        |
| 75                         | يفيس لامارت                | 83                         |
| 76                         | Bert Van Lerberghe ‏        | 126                        |
| 77                         | Louis Vervaeke ‏            | 35                         |

| Trek-Segafredo TFS | Trek-Segafredo TFS | Trek-Segafredo TFS |
| ------------------ | ------------------ | ------------------ |
| م                  | عداء               | مرتبة              |
| 81                 | فيليبو بارونسيني   | لم يكمل السباق-1   |
| 82                 | جوليان برنارد      | 11                 |
| 83                 | توني قالوبا        | 14                 |
| 84                 | Daan Hoole ‏        | 54                 |
| 85                 | ألكسندر كامب       | 115                |
| 86                 | Juan Pedro López   | 41                 |

| UAE Team Emirates UAD | UAE Team Emirates UAD | UAE Team Emirates UAD |
| --------------------- | --------------------- | --------------------- |
| م                     | عداء                  | مرتبة                 |
| 91                    | Oliviero Troia ‏       | 117                   |
| 92                    | خوان سباستيان مولانو  | لم يكمل السباق-1      |
| 94                    | براندون ماكنولتي      | 2                     |
| 95                    | إيفو أوليفيرا         | 84                    |
| 96                    | روي أوليفيرا          | 31                    |

| Alpecin-Fenix AFC | Alpecin-Fenix AFC | Alpecin-Fenix AFC |
| ----------------- | ----------------- | ----------------- |
| م                 | عداء              | مرتبة             |
| 101               | تيم ميرلير        | 114               |
| 102               | Michael Gogl ‏     | 17                |
| 103               | شاندرو ميوريس     | 21                |
| 104               | توبياس باير       | 61                |
| 105               | Oscar Riesebeek ‏  | لم يكمل السباق-5  |
| 106               | Jay Vine ‏         | 68                |
| 107               | يجف دي بوندت      | 93                |

| كاجا رورال-سيغوروس ‏ CJR | كاجا رورال-سيغوروس ‏ CJR | كاجا رورال-سيغوروس ‏ CJR |
| ----------------------- | ----------------------- | ----------------------- |
| م                       | عداء                    | مرتبة                   |
| 111                     | Jonathan Lastra ‏        | لم يبدأ-3               |
| 112                     | إدوارد براديس           | 36                      |
| 113                     | ميكال شليغل             | لم يكمل السباق-3        |
| 114                     | Jhojan García ‏          | 63                      |
| 115                     | Iúri Leitão ‏            | لم يكمل السباق-5        |
| 116                     | Jokin Murguialday ‏      | 119                     |
| 117                     | Joel Nicolau ‏           | 23                      |

| أوسكالتيل أوسكادي ‏ EUS | أوسكالتيل أوسكادي ‏ EUS | أوسكالتيل أوسكادي ‏ EUS |
| ---------------------- | ---------------------- | ---------------------- |
| م                      | عداء                   | مرتبة                  |
| 121                    | Unai Iribar ‏           | 49                     |
| 122                    | Xabier Azparren ‏       | 16                     |
| 123                    | Unai Cuadrado ‏         | لم يكمل السباق-5       |
| 124                    | Txomin Juaristi ‏       | 48                     |
| 125                    | Iker Ballarin ‏         | 121                    |
| 126                    | Asier Etxeberria ‏      | 51                     |
| 127                    | خوان خوسيه لوباتو      | لم يكمل السباق-5       |

| Human Powered Health HPM | Human Powered Health HPM | Human Powered Health HPM |
| ------------------------ | ------------------------ | ------------------------ |
| م                        | عداء                     | مرتبة                    |
| 133                      | أوقست جنسن               | 69                       |
| 134                      | كولن جويس                | 118                      |
| 135                      | فيسل كرول ‏               | لم يبدأ-1                |
| 136                      | كايل ميرفي               | 42                       |
| 137                      | Nickolas Zukowsky ‏       | 111                      |

| Arkéa-Samsic ARK | Arkéa-Samsic ARK    | Arkéa-Samsic ARK |
| ---------------- | ------------------- | ---------------- |
| م                | عداء                | مرتبة            |
| 141              | وارن بارجويل        | 15               |
| 142              | Thibault Guernalec ‏ | 8                |
| 143              | Simon Guglielmi ‏    | 25               |
| 144              | هوغو هوفستيتر       | 52               |
| 145              | أنتوني ديلابلاسي    | 60               |
| 146              | كليمنت روسو         | 37               |
| 147              | كونور سويفت         | 12               |

| أنترت فيرينسي ‏ CDF | أنترت فيرينسي ‏ CDF   | أنترت فيرينسي ‏ CDF |
| ------------------ | -------------------- | ------------------ |
| م                  | عداء                 | مرتبة              |
| 151                | أندريه كاردوسو       | 74                 |
| 152                | Fábio Oliveira‏       | لم يكمل السباق-5   |
| 153                | Francisco Pereira‏    | 133                |
| 154                | Ivo Pinheiro‏         | 58                 |
| 155                | Micael Isidoro ‏      | لم يكمل السباق     |
| 156                | Venceslau Fernandes ‏ | 90                 |
| 157                | Márcio Barbosa ‏      | 94                 |

| AP Hotels & Resorts–Tavira–SC Farense ‏ ATM | AP Hotels & Resorts–Tavira–SC Farense ‏ ATM | AP Hotels & Resorts–Tavira–SC Farense ‏ ATM |
| ------------------------------------------ | ------------------------------------------ | ------------------------------------------ |
| م                                          | عداء                                       | مرتبة                                      |
| 161                                        | Emanuel Duarte ‏                            | 50                                         |
| 162                                        | اليخاندرو مارك                             | لم يكمل السباق-5                           |
| 163                                        | Aleksandr Grigoriev ‏                       | 80                                         |
| 164                                        | Álvaro Trueba ‏                             | 59                                         |
| 165                                        | Rafael Lourenço ‏                           | 86                                         |
| 166                                        | ديليو فرنانديز كروز                        | 57                                         |
| 167                                        | David Livramento ‏                          | 110                                        |

| Louletano Desportos Clube (cycling) ‏ AVL | Louletano Desportos Clube (cycling) ‏ AVL | Louletano Desportos Clube (cycling) ‏ AVL |
| ---------------------------------------- | ---------------------------------------- | ---------------------------------------- |
| م                                        | عداء                                     | مرتبة                                    |
| 171                                      | Carlos Oyarzún ‏                          | 76                                       |
| 172                                      | فيسينت غارسيا دي ماتيوس                  | 19                                       |
| 173                                      | جيسوس ديل بينو ‏                          | 91                                       |
| 174                                      | خوسيه مندس                               | 112                                      |
| 175                                      | Tomás Contte ‏                            | 72                                       |
| 176                                      | Rui Rodrigues ‏                           |                                          |
| 177                                      | Nahuel D'Aquila ‏                         | لم يكمل السباق-5                         |

| إيفابيل سيلينج ‏ EFL | إيفابيل سيلينج ‏ EFL | إيفابيل سيلينج ‏ EFL |
| ------------------- | ------------------- | ------------------- |
| م                   | عداء                | مرتبة               |
| 181                 | بيدرو اندرادي ‏      | لم يكمل السباق-5    |
| 182                 | Tiago Antunes ‏      | 26                  |
| 183                 | جواو بنتا           | 45                  |
| 184                 | فرنسيسكو كامبوس ‏    | لم يكمل السباق-1    |
| 185                 | Gaspar Gonçalves ‏   | 53                  |
| 186                 | Fábio Fernandes ‏    | لم يكمل السباق-5    |
| 187                 | رافاييل سيلفا ‏      | 92                  |

| Sabgal–Anicolor ‏ GCT | Sabgal–Anicolor ‏ GCT | Sabgal–Anicolor ‏ GCT |
| -------------------- | -------------------- | -------------------- |
| م                    | عداء                 | مرتبة                |
| 191                  | فريدريكو فيغيريدو    | 28                   |
| 192                  | خافيير مورينو        | 130                  |
| 193                  | فابيو كوستا ‏         | 109                  |
| 194                  | هيكتور سايز ‏         | لم يكمل السباق-5     |
| 195                  | Pedro Silva‏          | 105                  |
| 196                  | Afonso Eulálio ‏      | لم يكمل السباق-5     |
| 197                  | رافاييل ريس          | لم يكمل السباق-5     |

| كيلي - سيمولدز يو دي أو ‏ KSU | كيلي - سيمولدز يو دي أو ‏ KSU | كيلي - سيمولدز يو دي أو ‏ KSU |
| ---------------------------- | ---------------------------- | ---------------------------- |
| م                            | عداء                         | مرتبة                        |
| 201                          | لويس غوميش                   | 34                           |
| 202                          | César Fonte ‏                 | 73                           |
| 203                          | Tiago Leal ‏                  | 89                           |
| 204                          | Daniel Dias ‏                 | 127                          |
| 205                          | Hélder Gonçalves‏             | 88                           |
| 206                          | Afonso Silva ‏                | 70                           |
| 207                          | António Ferreira‏             | 66                           |

| Credibom–LA Alumínios–Marcos Car ‏ LAA | Credibom–LA Alumínios–Marcos Car ‏ LAA | Credibom–LA Alumínios–Marcos Car ‏ LAA |
| ------------------------------------- | ------------------------------------- | ------------------------------------- |
| م                                     | عداء                                  | مرتبة                                 |
| 211                                   | أندريه راماليو‏                        | 77                                    |
| 212                                   | Gonçalo Leaça ‏                        | 103                                   |
| 213                                   | João Medeiros ‏                        | 108                                   |
| 214                                   | João Macedo‏                           | 104                                   |
| 215                                   | Raul Ribeiro‏                          | 132                                   |
| 216                                   | Rodrigo Caixas ‏                       | لم يكمل السباق-5                      |
| 217                                   | Rúben Simão‏                           | 100                                   |

| Rádio Popular–Paredes–Boavista ‏ RPB | Rádio Popular–Paredes–Boavista ‏ RPB | Rádio Popular–Paredes–Boavista ‏ RPB |
| ----------------------------------- | ----------------------------------- | ----------------------------------- |
| م                                   | عداء                                | مرتبة                               |
| 221                                 | لويس فيليبي فيرنانديز ‏              | لم يكمل السباق-5                    |
| 222                                 | Daniel Freitas (cyclist) ‏           | 47                                  |
| 223                                 | Pedro Miguel Lopes ‏                 | 78                                  |
| 224                                 | César Martingil ‏                    | 131                                 |
| 225                                 | Hugo Nunes ‏                         | لم يكمل السباق-5                    |
| 226                                 | تياجو ماتشادو                       | 27                                  |
| 227                                 | Vinicio Rodrigues‏                   | 85                                  |

| Tavfer–Ovos Matinados–Mortágua ‏ TAV | Tavfer–Ovos Matinados–Mortágua ‏ TAV | Tavfer–Ovos Matinados–Mortágua ‏ TAV |
| ----------------------------------- | ----------------------------------- | ----------------------------------- |
| م                                   | عداء                                | مرتبة                               |
| 231                                 | Gonçalo Carvalho ‏                   | 67                                  |
| 232                                 | جواو ماتياس                         | 128                                 |
| 233                                 | Pedro Pinto‏                         | 33                                  |
| 234                                 | Rui Carvalho ‏                       | 122                                 |
| 235                                 | Ángel Sánchez Rebollido ‏            | 124                                 |
| 236                                 | Leangel Linarez ‏                    | 123                                 |
| 237                                 | Nicolás Sáenz ‏                      | 106                                 |

| W52–FC Porto ‏ W52 | W52–FC Porto ‏ W52    | W52–FC Porto ‏ W52 |
| ----------------- | -------------------- | ----------------- |
| م                 | عداء                 | مرتبة             |
| 241               | ريكاردو فيليلا       | 22                |
| 242               | ريكاردو ميستر ‏       | لم يكمل السباق-1  |
| 243               | دانييل ميستر         | 55                |
| 244               | خوسيه غونكالفس       | 65                |
| 245               | خوسيه فرناندس (طريق) | 46                |
| 246               | أمارو أنتونز         | 43                |
| 247               | Samuel Caldeira ‏     | 120               |

## التصنيف العام النهائي
| التصنيف العام         | التصنيف العام       | التصنيف العام    | التصنيف العام                 | التصنيف العام  |
| العداء                | العداء              | البلد            | الفريق                        | الوقت          |
| --------------------- | ------------------- | ---------------- | ----------------------------- | -------------- |
| 1                     | رمكو أفينبول        | بلجيكا           | Quick-Step Alpha Vinyl        | 19 س 35 د 03 ث |
| 2                     | براندون ماكنولتي    | الولايات المتحدة | فريق الإمارات                 | + 1 د 17 ث     |
| 3                     | دانييل مارتينيز     | كولومبيا         | Ineos Grenadiers              | + 1 د 21 ث     |
| 4                     | إيثان هايتر         | المملكة المتحدة  | Ineos Grenadiers              | + 1 د 39 ث     |
| 5                     | ديفيد جودو          | فرنسا            | Groupama-FDJ                  | + 2 د 00 ث     |
| 6                     | توبياس فوس          | النرويج          | Jumbo-Visma                   | + 2 د 04 ث     |
| 7                     | ستيفان كونغ         | سويسرا           | Groupama-FDJ                  | + 2 د 16 ث     |
| 8                     | Thibault Guernalec ‏ | فرنسا            | فورتنيو سامسيك                | + 2 د 41 ث     |
| 9                     | Sven Erik Bystrøm ‏  | النرويج          | انترمارشي وانتي جوبيرت ماتيرو | + 3 د 13 ث     |
| 10                    | ديلان فان بارلي     | هولندا           | Ineos Grenadiers              | + 3 د 38 ث     |
| مصدر: ProCyclingStats |                     |                  |                               |                |

## وصلات خارجية
- الموقع الرسمي
- لمحة عن سباق فولتا الغارف 2022 على موقع  ProCyclingStats   (برو  سايكلنج  ستاتس) - إحصاءات  محترفي  الدراجات.
- فولتا الغارف 2022 على موقع إحصائيات الدراجات الإحترافية (الإنجليزية)